# Situacijska uganka
Situacijska uganka je znana tudi z imenom da/ne uganka ali pa »lateral thinking« uganka. Običajno se igra (uganjuje) v skupini, ena oseba pove krajšo zgodbo, ostali pa poskušajo razkriti ozadje. Pripovedovalcu zgodbe postavljajo vprašanja, na katera odgovarja z »da« ali »ne«, včasih lahko tudi »ni bistveno za zgodbo«
Te uganke pogosto niso natančno zastavljene oziroma lahko omogočajo različne odgovore. Seveda se predpostavlja, da uganjevalci ne poznajo zgodbe.
Ena od bolj znanih ugank gre takole:
Človek stopi v gostilno in prosi natakarja za kozarec vode. Natakar potegne izza šanka pištolo, nameri v človeka in napne petelina. Človek reče »Hvala« in odide. 
Vprašanja in odgovori gredo lahko takole:
1. Vprašanje: Je natakar razločno slišal? Odgovor: Da
2. V: Je bil natakar jezen zaradi česarkoli? O: Ne
3. V: Je bil odgovor »Hvala« sarkastičen? O: Ne (oziroma ni bistveno)
4. V: Je človek prosil natakarja za vodo na kak čuden način? O: Da

Vprašanja tako (lahko) pripeljejo do razlage: Človeku se kolcalo in je prosil za vodo. Natakar je slišal kolcanje in ga je prestrašil s pištolo in ga tako »ozdravil«.
Še nekaj klasičnih ugank:
- Moški in njegov sin sta doživela prometno nesrečo. Moški je umrl, sin pa je bil ranjen in odpeljan v bolnišnico. Kirurg je zavrnil njegovo operacijo z besedami: »Ne morem ga operirati, to je moj sin!«
- Človek se vsako jutro z dvigalom odpravi v službo iz večnadstropne stavbe. Ko se vrača iz službe, se z dvigalom ustavi tri nadstropja pod svojim in zadnji del opravi po stopnicah.

## Zunane povezave
- Classic Lateral Thinking Puzzles Arhivirano 2006-10-18 na Wayback Machine.
- Lateral Puzzles Forum